# イルサ・シグルザルドッティル
イルサ・シーグルザルドッティル（Yrsa Sigurðardóttir、1963年8月24日 - ）は、アイスランドの小説家。

## 来歴
アイスランド共和国レイキャヴィーク出身。アイスランド大学とカナダのコンコルディア大学を卒業した後、建設会社に勤務しながら1998年より執筆活動をしている。児童向けの作品を書いていたが、2005年に『魔女遊戯』 Þriðja táknið で大人向けの作品を発表して以来、世界33ヶ国が出版権を取得し、世界的に知名度のある作家となった。

## 人物
既婚者であり、夫と二人の子供とレイキャヴィークで暮らしている。

## 作品
- 『魔女遊戯』 Þriðja táknið （2005年）
  - 戸田裕之の翻訳で集英社より2011年に刊行された。翻訳には英語版である Last Rituals が使用された。
- Sér grefur gröf （2006年）
- Aska （2007年）
- Auðnin （2008年）
- Horfðu á mig （2009年）
- Ég man þig （2010年）
- Brakið （2011年）